# Leblanc-Verfahren
Das Leblanc-Verfahren, benannt nach dem französischen Arzt und Chemiker Nicolas Leblanc, ist ein in der zweiten Hälfte des 18. Jahrhunderts entwickeltes Verfahren zur technischen Synthese von Soda. Es ist ein Meilenstein der Industriegeschichte wie auch der Umweltrechtsgeschichte.

## Wirtschaftspolitischer Hintergrund des Verfahrens
Schon im Mittelalter war die Soda ein wichtiger Ausgangsstoff, u. a. zur Herstellung von Glas und Seife. Mit der Expansion der Textilindustrie stieg der Bedarf steil an, denn bevor Tuche und Stoffe gefärbt werden konnten, mussten sie gebleicht werden. Ein Schritt des mehrstufigen Bleichvorgangs bestand darin, die Textilien mit Soda zu waschen. Solange die Textilindustrie in ihren Anfängen steckte und nur vergleichsweise geringe Mengen an Soda benötigt hatte, wurde diese aus der Asche verbrannter Pflanzen gewonnen. Bereits dieser Vorgang war mit enormen Emissionen verbunden: Um eine Sodamenge im Bereich weniger Kilogramm zu erhalten, wurde Holz im Tonnenmaßstab verbrannt. Man war daher schon lange auf der Suche nach Alternativen und fand diese zunächst in Seepflanzen, die einen etwas höheren Sodagehalt aufwiesen. Den ansteigenden Bedarf versuchte man durch Soda-Importe aus Ländern mit vergleichsweise großen natürlichen Soda-Vorkommen zu decken. Solche Vorkommen, die allerdings von sehr unterschiedlicher Qualität waren, gab es vor allem in Spanien, daneben auch in Ägypten, Sizilien, Teneriffa und Ungarn. Dieser Weg wurde durch kriegerische Auseinandersetzungen immer schwieriger. Im Jahr 1775 lobte die französische Akademie der Wissenschaften daher ein hohes Preisgeld aus, um die schon lange währenden Anstrengungen zur Entwicklung eines technischen Verfahrens, mit dem künstliche Soda hergestellt werden könnte, zu intensivieren. Ausgesetzt wurden „12.000 Livres für die künstliche Darstellung von Soda aus Kochsalz“.  Die Aussicht auf dieses Preisgeld, das er letztendlich aber nicht bekommen hat, ließ den Chirurgen Nicolas Leblanc von der Medizin zur Chemie wechseln.

## Die neu entwickelten Syntheseschritte

Sodaherstellung nach Leblanc als chemischer Stufenprozess (Edukte, Zwischenprodukte, Produkte)

Aufgrund des vielfältigen Interesses an einer Darstellung künstlicher Soda ist Leblanc „bei seiner Erfindung nicht völlig selbständig gewesen, sondern hat auf den Erfahrungen einer ganzen Anzahl von Vorgängern gefußt“.
Bereits um 1655 hatte Johann Rudolph Glauber die Umsetzungsreaktion von, aus heutiger Sicht technischem, Natriumchlorid mit heißer Schwefelsäure entdeckt. Dabei entweicht Chlorwasserstoffgas und es bleibt Natriumsulfat als „Salzkuchen“ zurück:

{\displaystyle \mathrm {2~NaCl+H_{2}SO_{4}\rightarrow Na_{2}SO_{4}+2~HCl} }

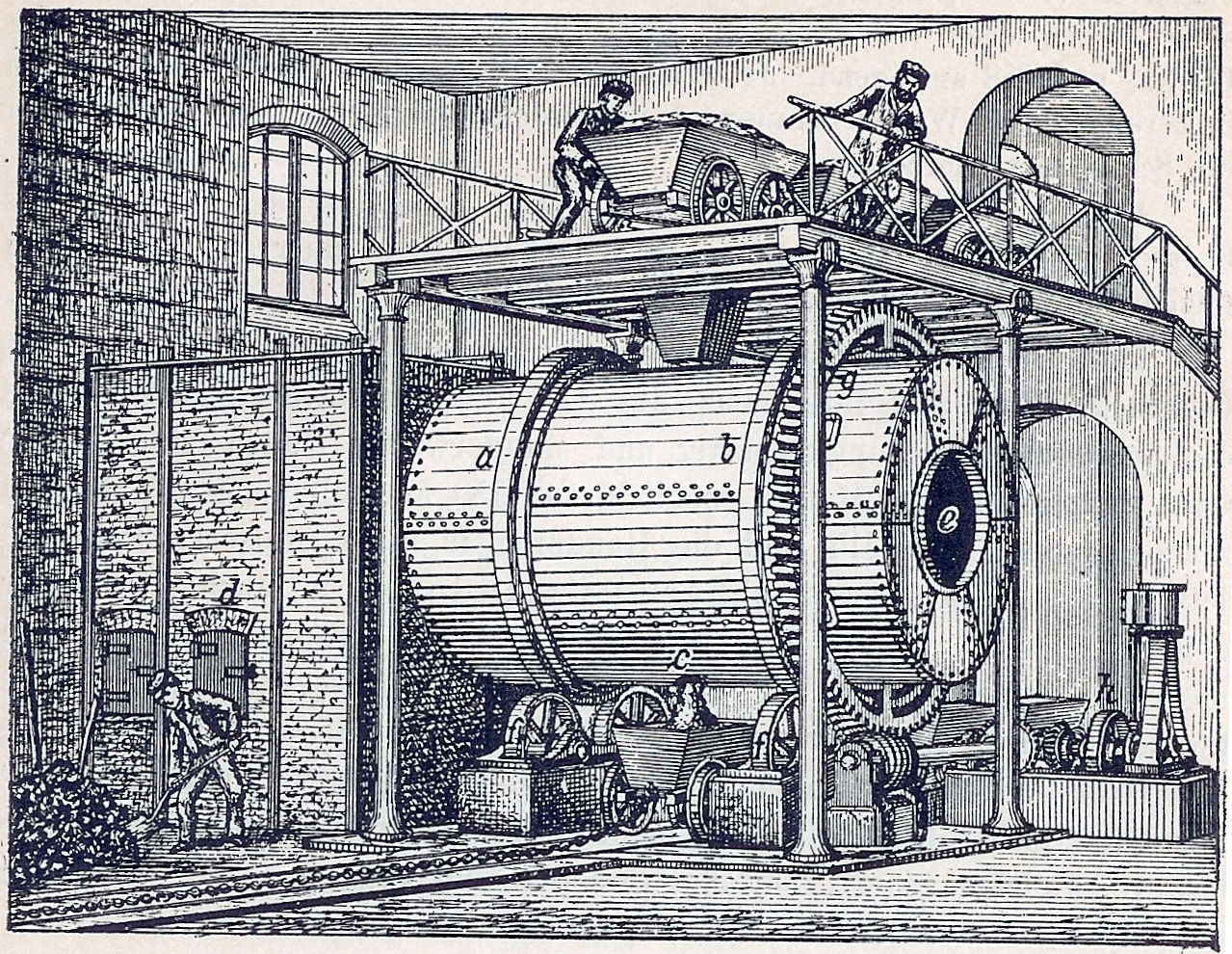
Zylinderofen zur großtechnischen Durchführung des Leblanc-Verfahrens in der zweiten Hälfte des 19. Jahrhunderts.

Von dieser bereits langen Geschichte der Sodaherstellung konnte Leblanc in vielfacher Hinsicht profitieren, bevor es ihm gelang, den nächsten fundamentalen Schritt zu entwickeln: die „Aufkohlung des Salzkuchens“, in dem dieser mit Kalk und Kohle gemischt gebrannt wird. Dabei wird die Kohle zu Kohlendioxid oxidiert, und das Sulfat zu Sulfid reduziert. Die verbleibende „schwarze Asche“ enthält Soda und Calciumsulfid.
{\displaystyle {\begin{aligned}\mathrm {Na_{2}SO_{4}} +2\;\mathrm {C} &\rightarrow \mathrm {Na_{2}S} +2\;\mathrm {CO_{2}} \\\mathrm {Na_{2}S} +\mathrm {CaCO_{3}} &\rightarrow \mathrm {Na_{2}CO_{3}} +\mathrm {CaS} \\\hline \mathrm {Na_{2}SO_{4}} +\mathrm {CaCO_{3}} +2\;\mathrm {C} &\rightarrow \mathrm {Na_{2}CO_{3}} +\mathrm {CaS} +2\;\mathrm {CO_{2}} \end{aligned}}}
Im Gegensatz zum Calciumsulfid, das wie der eingesetzte Kalk wasserunlöslich ist, kann die wasserlösliche Soda durch Auswaschen leicht von den anderen Komponenten getrennt und auch das Wasser selbst schließlich wieder durch Sieden entfernt werden. Aufgrund der damit verbundenen technischen wie wirtschaftlichen Erleichterungen und des hierdurch erstmals gewährleisteten Zugangs zu künstlicher Soda überhaupt, markierte das Leblanc-Verfahren den Beginn der industriellen anorganischen Chemie. Für nahezu 100 Jahre stellte es das weltweite Standardverfahren zur Soda-Produktion dar, bis es vom moderneren Solvay-Verfahren abgelöst wurde. Das seinem Erfinder im Jahre 1791 auf dieses Verfahren erteilte Patent, das als „[d]as wohl berühmteste Patent [...] der Frühzeit [... des] französischen Patentrechts“ gilt, wurde Leblanc in den Wirren der Französischen Revolution wieder aberkannt.

## Umweltbelastungen und Entwicklung des Immissionsschutzrechts
Wie bei vielen anderen chemischen Produktionsverfahren fallen zwangsläufig auch Calciumsulfid und vor allem Chlorwasserstoffgas als Koppelprodukte an. Das begehrte Produkt ist im Rahmen des Leblanc-Verfahrens ohne diese beiden Nebenprodukte nicht zu haben. Da allein die künstliche Soda im Mittelpunkt des Interesses stand, schenkte man den beiden ungewollten Nebenprodukten wenig Beachtung. Das feste Calciumsulfid kippte man auf Halden. Bei seiner Verwitterung setzte es das äußerst giftige Gas Schwefelwasserstoff frei.
{\displaystyle \mathrm {\ CaS+CO_{2}+H_{2}O\rightarrow CaCO_{3}+H_{2}S} }
Das ätzende und in hohen Konzentrationen ebenfalls giftige Chlorwasserstoffgas ließ man unmittelbar in die Umgebung entweichen. In den Ländern der boomenden jungen Textilindustrie, vor allem in Frankreich und England, führte dies zu unerträglichen Zuständen mit weiträumigen und massiven Schäden an Menschen, Tieren und der Umwelt. Der britische Wissenschaftshistoriker William H. Brock schreibt: „Die Alkali-Industrie formte die britische und französische Landschaft in einer Art, die man noch heute sieht“. Nach Auffassung von Michael Kloepfer leitete dieses Verfahren „die moderne Geschichte der Luftschadstoffe ein“. Dieses Verfahren markiert daher einerseits den Beginn der anorganischen Chemie in industriellem Ausmaß, andererseits aber auch den der Umweltbeschädigung im selben Ausmaß. Verschiedene Gesetzgeber sahen sich daher alsbald gezwungen, auf diese neuen Herausforderungen zu reagieren. Den ersten und bis heute bedeutendsten Schritt machte der Gesetzgeber des viktorianischen Englands mit dem Erlass des Alkali-Akts von 1863. Dieses Gesetz verpflichtete die Betreiber von Alkaliwerken umgehend, mindestens 95 % des freigesetzten Chlorwasserstoffgas in Wasser aufzufangen. Aus dem Gas wurde dabei Salzsäure.
Unter dem Eindruck dieser neuen Regulierung wandelten sich die Prioritäten des Leblanc-Verfahrens. Nicht mehr die Soda, sondern die Salzsäure wurde zum eigentlichen Hauptprodukt des Leblanc-Verfahrens. In der Folge wandelte sich auch die Wertschätzung der zunächst ungewollten Nebenprodukte in das, was man später als Kuppelprodukte bezeichnen würde.
Mit den heutigen technischen Möglichkeiten indes sehen Ingenieure im Leblanc-Verfahren eine neuerliche Perspektive, um in Ländern mit erheblichen Na2SO4-Vorkommen eine preisgünstige und gegenüber dem Solvay-Verfahren umweltfreundlichere Sodaproduktion zu etablieren. Der Prozess der Aufkohlung ist derselbe, jedoch wird das CO2 unter Druck in Lösung gehalten und fällt dann als NaHCO3 aus (wie im Solvay-Prozess). Das Calciumsulfid schließlich wird abgetrennt und zu Calciumsulfat (Gips) oxidiert, das in den betroffenen (meist Entwicklungs-) Ländern ein begehrter Rohstoff ist.